# 완서우쓰역
완서우쓰역(중국어: 万寿寺站)은 중국 하이뎬구 지주위안 가도 서3환북로의 난창강 북측에 위치한 베이징 지하철 16호선의 지하철역으로, 2020년 12월 31일 16호선 중간 구간 개통과 함께 운행을 개시하였다. 역의 남동쪽에는 완서우쓰가 있다.

## 역 구조
이 역은 지하 3층, 3경간 지하 굴착역으로, 지하 1층은 대합실, 지하 2층(승객 출입 불가)은 역 내 장비층, 지하 3층은 승강장 층이다. 역의 전체 길이는 262.1m, 역 지하층의 깊이는 25.55m이며, 역 중심선의 절대 높이는 28.77m이다. 이 역은 "이메이징화"(艺美京华)를 주제로 제작되었다.

### 층별 구조
| 지면층             | 출입구                          | A—D출입구                                               |
| 지하 1층 대합실 층 | 대합실                          | 발권 서비스, 자동 티켓 판매기, 이카통(一卡通) 카드 충전 |
| 地下二层           | 设备层                          | 车站设备                                                |
| 지하 2층 승강장    | ←                               | ■ 16호선 베이안허 방면 (쑤저우차오)                     |
| 지하 2층 승강장    | 섬식 승강장, 왼쪽 출입문이 열림 |                                                         |
| 지하 2층 승강장    | →                               | ■ 16호선 완핑청 방면 (국가도서관)                       |

### 대합실

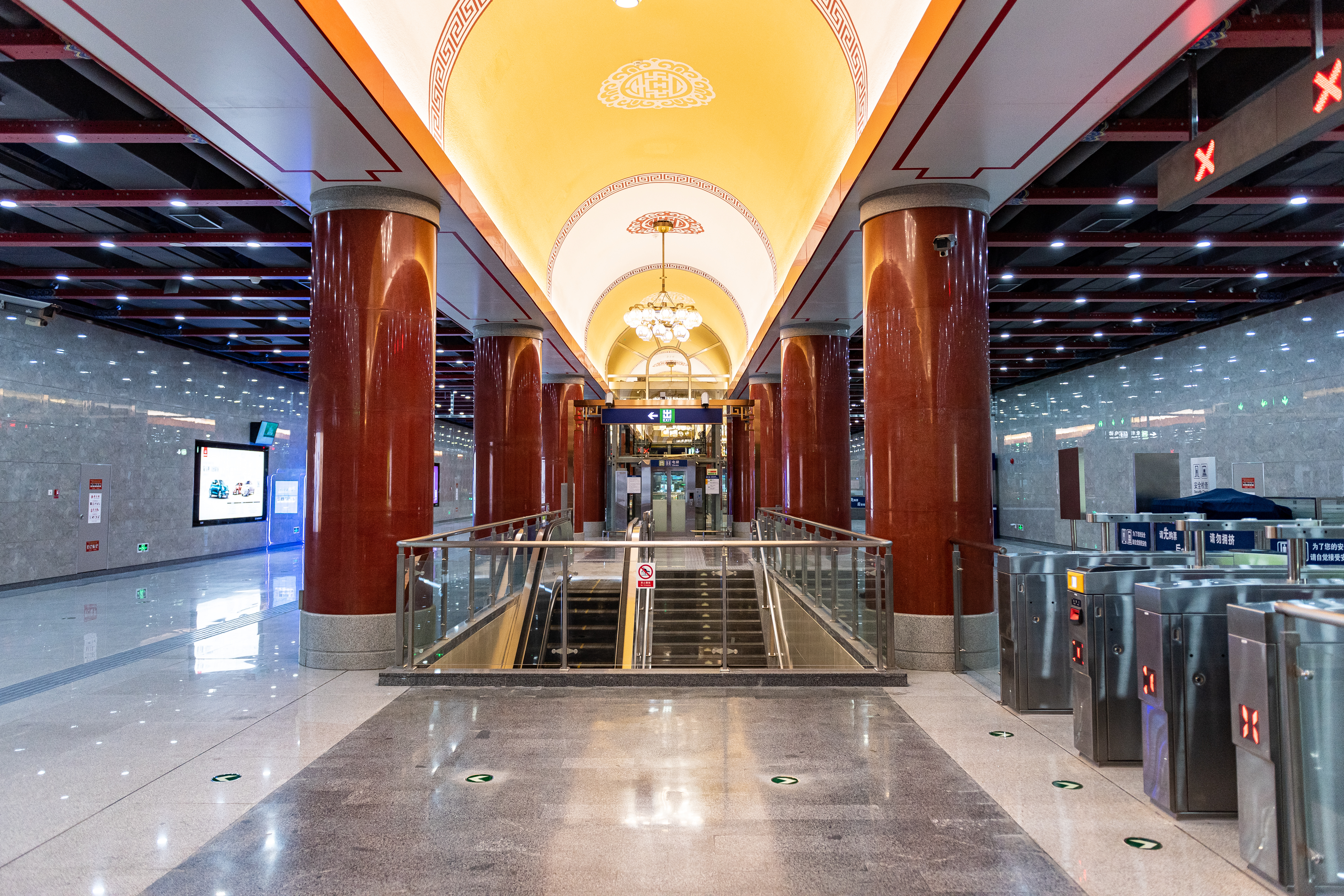
대합실(2020년 12월 촬영)

완서우쓰역의 대합실은 지하 1층에 위치하고 있으며 폭은 19.7m이다.

### 승강장
완서우쓰역은 1면 2선의 섬식 승강장 구조를 채택하였고 승강장 폭은 12m이다.

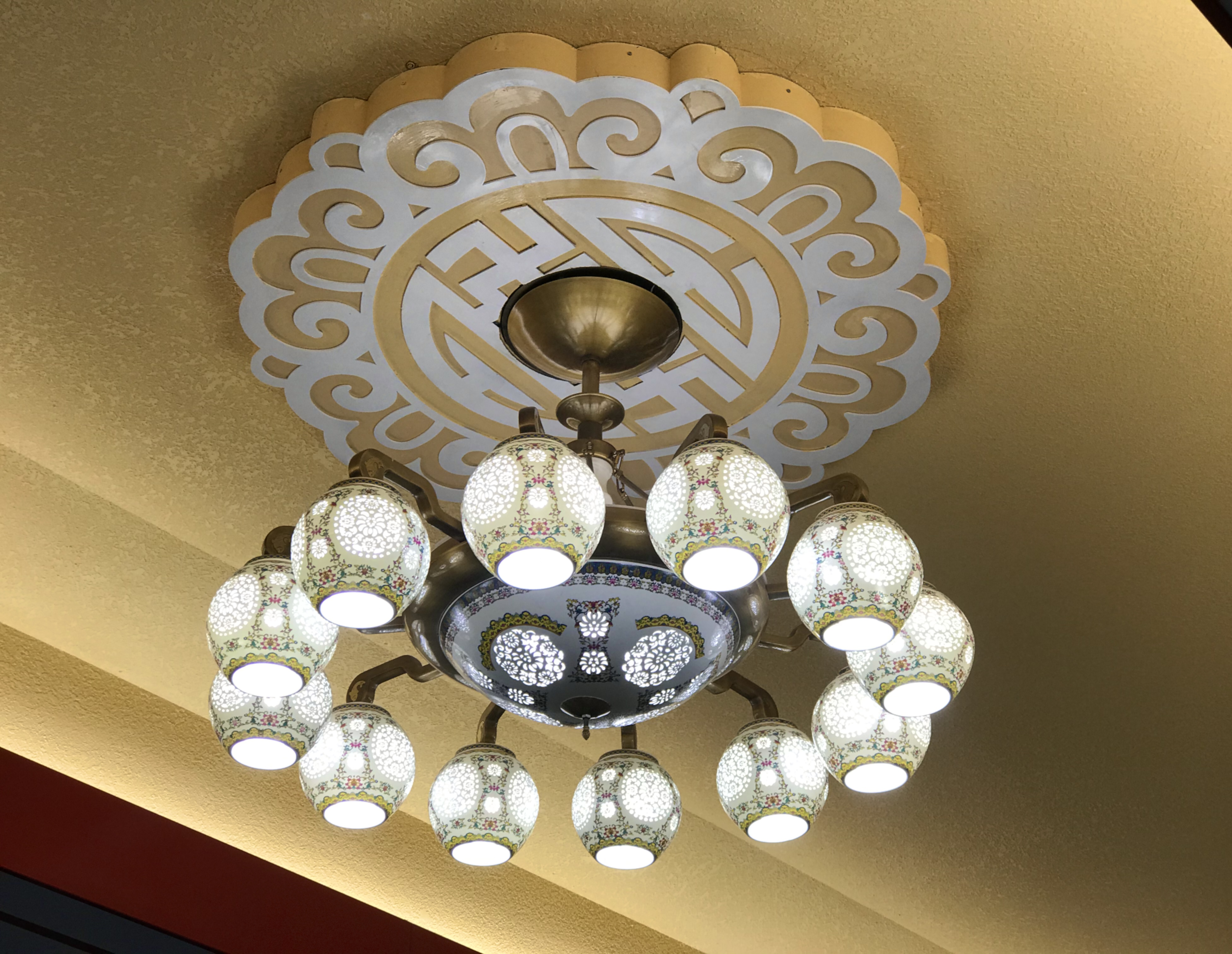
승강장 상부의 샹들리에

## 출구
이 역은 초기 개통 시부터 도로 서쪽(A 북서쪽, D 남서쪽)에 2개, 도로 동쪽(C 남동쪽)에 1개 등 3개의 출입구를 개방했다.
|                         |                            | |      |             |
| 출구                    | 지시                       | 출구 인근 | 사진 | 무장애 시설 |
| 出口 · A                | 서3환북로(西三环北路) 서측 | 중앙청년연맹학교 중국청년연구원(中央团校中青院),베이징 에버그린 호텔(北京万年青宾馆), 베이징 와이옌 서점(베이와이 지점)(北京外研书店(北外店))                                                                  |      | 빈칸        |
| 出口 · C                | 서3환북로(西三环北路) 동측 | 광위안 빌딩(广源大厦), 중국극장(中国剧院), 베이징 미술관, 옌칭쓰(延庆寺), 중앙 사회주의 학원(中央社会主义学院), 완서우쓰 파출소(万寿寺派出所), 베이징공업대학 부속중학교 동캠퍼스(北京理工大学附属中学 东校区) |      | 빈칸        |
| 出口 · D                | 서3환북로(西三环北路) 서측 | 난창허 공원(南长河公园), 베이징 샹그릴라 호텔(北京香格里拉饭店) |      |             |
| 아이콘 설명: 엘리베이터 |                            | |      |             |

## 역사
2010년 6월에 발표된 16호선의 예비 계획에는 본 역이 주요 거점 중 하나로 포함되었다. 2013년에 확정된 16호선의 역에는 본 역도 포함이 확정되었다.
이 역은 2014년 3월에 건설을 시작하였고, 16호선 계약 13구간에 속하였으며 중국 건축 제8공정국 유한공사가 건설을 진행했다. 역 건설로 인해 남동쪽 입구에 있는 제3순환도로를 가로지르는 고가도로가 철거되었다.
2022년 7월 8일, "베이징 철도 운송 3단계 건설 계획(2022-2027)"의 환경 영향 평가 두 번째 발표에서 이 역까지의 7호선 북쪽 연장 계획이 건설 3단계에 포함되었다.